# Pittsburgh Steelers
A Pittsburgh Steelers Pennsylvania állam Pittsburgh városának profi amerikai futball csapata. A csapat az American Football Conference (AFC) Északi csoportjának tagja. A Steelerst 1933. július 8-án alapította Art Rooney Pittsburgh Pirates néven. A csapat története során végig a Rooney család tulajdonában maradt.
A csapat nevét a város hasonló nevű baseballcsapata után kapta.
A Steelers az NFL történetében eddig egyedülálló módon hat Super Bowlt nyert meg, hétszeres AFC- és tízszeres csoportbajnok. 25 alkalommal jutottak be a rájátszásba.
A Pittsburgh utolsó bajnoki címét a XLIII. Super Bowlon szerezte 2009. február 1-jén.
A Pittsburgh Steelers kiterjedt szurkolótáborral rendelkezik. Közkeletű megnevezésük Steeler Nation.

## Története

### Kezdeti évek
A csapat 1933. szeptember 20-án lép pályára a New York Giants ellenfeleként, aholis 23-2-es vereséget szenved. A '30-as évek folyamán a csapat sosem ér el másodiknál jobb helyezést csoportjában, illetve .500-nál jobb recordot. Az 1940-es szezont megelőzően Pirates-ről, Steelers-re változik a csapat neve. A második világháború érzékenyen érinti az amerikai foci világát is, nem kivétel ez alól a Steelers sem. Először 1943-ban a Philadelphia Eagles-el, majd 1944-ben a Chicago Cardinals-al közös csapat áll rajthoz. A Steagles 5-4-1-et, a Cardinals-al közös együttes viszont – először a csapat történetében – 0-10-et ér el. Először 1947-ben jut be a rájátszásba az alakulat. A '70-es évekig jelentősebb eredményt nem tud felmutatni a csapat. 1970-ben az NFL-AFL egyesülésével a Pittsburgh Steelers két másik csapat (Cleveland Browns és Baltimore Colts) társaságában az újonnan alakuló AFC-be kerül.

### Az aranykor –Chuck Nolléra
A csapat rossz korszakának végét Chuck Noll 1969-es érkezése jelenti.
Kiemelkedő edzői kvalitásai mellett a draft során tanúsított csalhatatlan érzéke emeli őt méltán a Hall of fame-erek közé. Jól bizonyítja ezt Joe Greene 1969-es, Terry Bradshaw és Mel Blount 1970-es, Jack Ham 1971-es, Franco Harris 1972-es kiválasztása. (mindannyian a Hall of Fame tagjai)
1974-ben minden idők legjobb draftjával 4 későbbi Hall of fame-rt sikerül kiválasztani. Ekkor kerül Pittsburg-be Lynn Swann, Jack Lambert, John Stallworth és Mike Webster. (soha egyetlen csapat sem draftolt 4 későbbi Hall of Fame-rt egyszerre sem ezelőtt, sem ezidáig.)
A jól sikerült draftok megalapozták a későbbi sikercsapatot, misem bizonyítja ezt jobban mint 6 év alatt 4 superbowl győzelem.
A korszak meghatározó csapata új szintre emeli a védőjátékot.

### ABill Cowheréra
1992-ben Chuck Noll visszavonulását követően a csapat vezetőedzői posztját a Kansas City Chiefs defensive koordinátora Bill Cowher nyeri el. Cowher vezetésével az  első hat szezonba sikerül a rájátszásba történő bejutás. Ezt a teljesítményt korábban csak a Cleavland Browns legendás edzőjének Paul Brownnak sikerül elérni. Összességében a Pittsburghnél töltött tizenöt szezonjából tízszer vezeti a csapatot a playoffba, beleértve a XXX-ik Super Bowlt is, melyet a Dallas Cowboys ellenében elveszít. Tíz évet kell várnia az annyira vágyott bajnoki gyűrűre. A bajnoki címet a XL.-ik Super Bowlon a Seattle Seahawks ellenében vívja ki a csapat. Győzelmével a harmadik olyan csapat lett, amely 5 Super Bowl győzelmet gyűjtött be.

## Hall of Fame
A Pittsburgh Steelers Hall of Fame-be választott tagjai:
NFL Hall of Fame tagok
| Név                    | Pozíció            | Beválasztás éve |
| ---------------------- | ------------------ | --------------- |
| Bert Bell              | Tulajdonos         | 1963            |
| Jerome Bettis          | RB                 | 2015            |
| Mel Blount             | CB                 | 1989            |
| Terry Bradshaw         | QB                 | 1989            |
| Jack Butler            | CB                 | 2012            |
| Dermontti Dawson       | C                  | 2012            |
| Len Dawson             | QB                 | 1987            |
| Bill Dudley            | RB / DB            | 1966            |
| "Mean" Joe Greene      | DT                 | 1987            |
| Jack Ham               | LB                 | 1988            |
| Franco Harris          | RB                 | 1990            |
| Robert "Cal" Hubbard   | T                  | 1963            |
| John Henry Johnson     | RB                 | 1987            |
| Walt Kiesling          | G / Vezetőedző     | 1966            |
| Jack Lambert           | LB                 | 1990            |
| Bobby Layne            | QB                 | 1967            |
| Dick LeBeau            | Segédedző          | 2010            |
| Johnny "Blood" McNally | RB                 | 1963            |
| Marion Motley          | FB                 | 1968            |
| Chuck Noll             | Vezetőedző         | 1993            |
| Art Rooney             | Alapító/Tulajdonos | 1964            |
| Dan Rooney             | Tulajdonos         | 2000            |
| John Stallworth        | WR                 | 2002            |
| Ernie Stautner         | DT                 | 1969            |
| Lynn Swann             | WR                 | 2001            |
| Mike Webster           | C                  | 1997            |
| Rod Woodson            | S/CB               | 2009            |

## Érdekességek

### Terrible Towel
A Terrible Towel (Rettenetes Törülköző) a Steelers szurkolóinak szimbóluma. Kitalálója Myron Cope a WTAE pittsburghi rádió bemondója.
Első tömeges feltűnése 1975. december 27-én történt a Baltimore Colts elleni győztes rájátszás mérkőzésen. Az azóta eltelt idő alatt a legismertebb profi sport jelképpé nőtte ki magát a Törülköző. A csapat rajongói eljuttatták a Mount Everest csúcsára, a Nemzetközi Űrállomásra, készült felvétel a kínai Nagy Falon, Vatikánvárosban és a Déli-sarkon. Megtalálható az összes külföldön állomásozó amerikai katonai egységnél. A 2008-as elnökválasztási kampányban Hillary Clinton pittsburghi látogatása során ajándékként választóitól egy Terrible Towelt kapott.
A Törülköző arany alapon fekete "Terrible Towel" felirattal ellátott törülköző. A rasszizmus elleni harc jegyeként készült fekete alapon arany feliratos, valamint 2009-ben a mellrák elleni harcot támogató rózsaszín törülköző is.

#### A törülköző átka
A törülköző átka (Terrible curse) egy új keletű hiedelem. A hiedelem lényege, hogy a Terrible Towel szerencsétlenséget okoz a csapat ellenfeleinek.
"Bizonyítékok" az átok működésére:
Az átok első ismert megjelenése 2005-re datálható. Ebben az évben a Cincinnati Bengals elkapója T.J. Houshmandzadeh cipőfényesítésre használja a Törülközőt a Bengals Steelers alapszakasz mérkőzésen. A Bengals ezt követően a rájátszásban elveszíti a Steelers elleni mérkőzést, valamint minden Steelers elleni mérkőzést egészen Houshmandzadeh 2009-es távozásáig.
Az átok 2008-ban ismét felbukkan, az áldozat ez esetben LenDale White és a Tennessee Titans. LenDale White a Steelers elleni alapszakasz győzelem során a földre dobja, majd megtapossa a Törölközőt. Ezt követően 8 mérkőzéses vereségsorozat veszi kezdetét, beleértve a 2009-es szezon Pittsburgh elleni nyitómérkőzését és a megalázó 59-0-s vereséget a New England Patriots ellen. A vereségek mellett sérüléshullám is sújtja a csapatot és LenDale White is megszenvedi az átok erejét. A 2008-as rájátszásban, a Ravens elleni mérkőzésen White a második negyedben, a Ravens N-zone-jában labdát veszít (megfosztva ezzel a Titanst minimum egy három pontos mezőnygól kísérlettől) és végül a Ravens nyeri a mérkőzést 13-10-re. 2009 novemberében a Titans érintett játékosai az Allegheny Valley nevű, sérült gyermekekkel foglalkozó iskolába (ezt az iskolát támogatják a Terrible Towel eladásaiból befolyt összeggel) küldenek egy aláírt Törölközőt egy kéréssel Myron Cope felé: "Légy szíves szüntesd meg az átkot" A Titans a soronkövetkező 5 mérkőzését megnyeri... 2023 alapszakaszában Andrew Wingard a törölközővel ünnepelte a Steelers ellen megszerzett interception-jét. Az alapszak utolsó mérkőzésén a Jaguars a vereségével nem jutott be a rájátszásba, míg ennek köszönhetően a Steelers bejutott.[forrás?]

### Steely McBeam
A 2007-es szezont megelőzően a Steelers bemutatta hivatalos kabalafiguráját Steely McBeamet. A csapat 75. évfordulójára rendezett ünnepség részeként került kiválasztásra a kabala figura neve. A csapat szurkolói által küldött nagyjából 70.000 javaslat közül végül Diana Roles javaslata nyert.
A keresztnév a Steelers acélipar kötődését hivatott képviselni. A vezetéknév "Mc"-je a csapat tulajdonos Rooney család ír kötődésére a Beam (itt gerenda) pedig a Pittsburghben előállított acélgerendára utal. (rossznyelvek szerint a Beam inkább Diana férjének kedvenc alkohol márkájára a Jim Beamre utal. )
Steely minden haza mérkőzésen látható, illetőleg minden a csapat által rendezett jótékonysági rendezvényen is megtalálható.